# Quercus lancifolia
Quercus lancifolia és una espècie de roure que pertany a la família de les fagàcies i està dins de la secció dels roures blancs, que són els roures blancs d'Europa, Àsia i Amèrica del Nord.
És un gran arbre forestal que pot arribar a fer fins als 30 metres d'alçada amb un tronc de 100 cm o més de DAH. Les fulles fan fins a 22 cm de llarg, de vegades sense lòbuls ni dents, però de vegades amb ondulacions o dents afilades, de color verd a la part superior, blanquinoses i ceroses a la part inferior.
És una espècie de roure que es troba a Amèrica Central i Mèxic. Té una distribució disjuntiva (discontínua) a Mèxic, només s'ha trobat a dos estats: Veracruz a l'est de Mèxic i Jalisco a l'oest de Mèxic.

## Taxonomia
Quercus lancifolia va ser descrita per Diederich Franz Leonhard von Schlechtendal i Ludolf Karl Adelbert von Chamisso i publicat a Linnaea 5: 78. 1830.
Etimologia
Quercus: Nom genèric del llatí que designava igualment al roure i a l'alzina.
lancifolia: epítet
Sinonímia
- Quercus aaata C.H.Mull.
- Quercus boqueronae Trel.
- Quercus corrugata Hook.
- Quercus corrugata var. granulifera Trel.
- Quercus corrugata var. ipalensis Trel.
- Quercus corrugata var. microcarpa Wenz.
- Quercus cyclobalanoides Trel.
- Quercus excelsa Liebm.
- Quercus insignis var. pilarius  (Trel.) A.E.Murray
- Quercus insignis subsp. pilarius  (Trel.) A.E.Murray
- Quercus lancifolia f. pilosiuscula Wenz.
- Quercus molinae C.H.Mull.
- Quercus ovandensis Matuda
- Quercus pilarius Trel. Synonym
- Quercus pilgeriana Seemen
- Quercus reevesii Trel.
- Quercus yousei Trel. [1]